# Rammsjön (Köinge socken, Halland)
Rammsjön är en sjö i Falkenbergs kommun och Varbergs kommun i Halland och ingår i Ätrans huvudavrinningsområde. Sjön har en area på 0,0625 kvadratkilometer och ligger 61,1 meter över havet.

## Delavrinningsområde
Rammsjön ingår i det delavrinningsområde (633315-130515) som SMHI kallar för Utloppet av Rammsjön. Medelhöjden är 83 meter över havet och ytan är 1,65 kvadratkilometer. Räknas de 2 avrinningsområdena uppströms in blir den ackumulerade arean 4,38 kvadratkilometer. Vattendraget som avvattnar avrinningsområdet har biflödesordning 3, vilket innebär att vattnet flödar genom totalt 3 vattendrag innan det når havet efter 36 kilometer. Avrinningsområdet består mestadels av skog (82 %) och jordbruk (10 %). Avrinningsområdet har 0,06 kvadratkilometer vattenytor vilket ger det en sjöprocent på 3,5 %.